# Vegueros
Vegueros är ett kubanskt cigarrmärke, utvecklat 1996. Cigarren produceras i sin helhet i Vuelta Abajo.